# Tôn Thất Xứng
Tôn Thất Xứng (1923 – 2018) nguyên là một tướng lĩnh Bộ binh của Quân lực Việt Nam Cộng hòa, cấp bậc Thiếu tướng. Ông xuất thân từ khóa đầu tiên ở trường Võ bị được Chính phủ Quốc gia Việt Nam với sự hỗ trợ của Quân đội Pháp mở ra nhằm mục đích đào tạo sĩ quan người Việt để phục vụ Quân đội Liên hiệp Pháp và Quân đội Quốc gia sau này. Ông đã từ một cấp chỉ huy Trung đội, tuần tự được thăng dần lên đến chỉ huy đơn vị Bộ binh cấp Sư đoàn, rồi Tư lệnh cấp Quân đoàn. Sau cùng ông được chuyển sang lĩnh vực đào tạo và giữ chức vụ Chỉ huy một trường Đại học quân sự.

## Tiểu sử & Binh nghiệp
Ông sinh ngày 1 tháng 1 năm 1923 trong một gia đình thuộc Hoàng tộc Nhà Nguyễn tại Huế, Thừa Thiên, Trung phần Việt Nam (gốc là họ Nguyễn Phúc). Do gia đình có điều kiện cộng với truyền thống hiếu học giòng tộc, thiếu thời ông học cấp Tiểu và Trung học ở Huế. Năm 1942, ông tốt nghiệp Trung học chương trình Pháp với văn bằng Tú tài bán phần (Part I). Sau đó, ông được nhà nước Bảo hộ tuyển dụng làm công chức ngoại ngạch ở Huế cho đến khi gia nhập quân đội.

### Quân đội Liên hiệp Pháp
Giữa năm 1948, thi hành lệnh động viên ông nhập ngũ vào Quân đội Liên hiệp Pháp, mang số quân: 43/200.600. Theo học khóa 1 Bảo Đại tại trường Võ bị Huế, khai giảng ngày 1 tháng 10 năm 1948. Ngày 1 tháng 6 năm 1949 mãn khóa tốt nghiệp với cấp bậc Thiếu úy hiện dịch. Ra trường, ông được chỉ định làm chỉ huy một Phân khu thuộc khu vực phía bắc bắc sông Gianh (từ Ba Đồn đến Ninh Lê).

### Quân đội Quốc gia Việt Nam
Năm 1950, sau khi Quân đội Quốc gia chính thức được thành lập, ông được cử làm Đại đội trưởng Đại đội Tiếp lực Lưu động và phụ trách an ninh Huế và Quảng Trị thuộc Tiểu đoàn 7 Việt binh đoàn. Tháng 12 cùng năm, ông được thăng cấp Trung úy tại nhiệm. Đến tháng 8 năm 1951, ông được thăng cấp Đại úy, chuyển ra Đồng Hới, Quảng Bình giữ chức vụ Chỉ huy trưởng Việt binh Đoàn địa phương thay thế Đại úy Đỗ Mậu. Đến giữa năm 1952, chuyển sang biên chế của Quân đội Quốc gia, ông thuyên chuyển ra miền Bắc được cử làm Tiểu đoàn trưởng Tiểu đoàn 6 Việt Nam, đóng quân ở Đồng Văn, Phủ Lý, Hà Nam. Tháng 6 năm 1953, chuyển sang làm Tiểu đoàn trưởng Tiểu đoàn 704, là đơn vị lưu động trên chiến trường Bắc Việt.
Tháng 3 năm 1954, ông được thăng cấp Thiếu tá tại nhiệm, sau đó chuyển đi làm Tiểu đoàn trưởng Tiểu đoàn 351, trú đóng tại Việt Trì, Vĩnh Phúc Yên. Sau Hiệp đinh Genève (ngày 20 tháng 7), ông cùng đơn vị di chuyển vào Nam.

### Quân đội Việt Nam Cộng hòa
Năm 1955, chuyển sang phục vụ nền Đệ Nhất Cộng hòa, tháng 6 cùng năm ông được thăng cấp Trung tá và được bổ nhiệm làm Tư lệnh Sư đoàn 31 Bộ binh thay thế Trung tá Nguyễn Hữu Có được cử đi làm Chỉ huy trưởng Phân khu miền Đông.
Hạ tuần tháng 4 năm 1957, ông được lệnh bàn giao Sư đoàn 4 Dã chiến lại cho Trung tá Ngô Du (nguyên Tham mưu trưởng của Sư đoàn). Tháng 6 cùng năm, ông được cử đi du học lớp Chỉ huy Tham mưu cao cấp tại Học viện Chỉ huy và Tham mưu Fort Leavenworth, Tiểu bang Kansas, Hoa Kỳ, đến ngày 20 tháng 6 năm 1958 mãn khóa.
Tháng 9 năm 1958, sau khi về nước, ông được thăng cấp Đại tá và được bổ nhiệm làm Tư lệnh Sư đoàn 3 Dã chiến thay thế Trung tá Nguyễn Quang Thông. Tháng 11 cùng năm, nhận lệnh bàn giao Sư đoàn 3 lại cho Trung tá Đặng Văn Sơn. Ngay sau đó ông được bổ nhiệm làm Tư lệnh Quân khu 5.
Tháng 2 năm 1959, ông chuyển nhiệm vụ làm Tư lệnh Sư đoàn 1 Bộ binh tại Huế thay thế Đại tá Nguyễn Văn Chuân. Tháng 9 năm 1960, ông được cử đi du học khóa Vũ khí hiện đại tại Fort Bliss, Tiểu bang Texas, Hoa Kỳ trong thời gian 2 tháng, sau khi bàn giao lại cho cấp phó tạm thời xử lý thường vụ chỉ huy Sư đoàn, đến tháng 11 trở về tiếp tục nhiệm vụ Tư lệnh Sư đoàn. Đầu tháng 12 cùng năm ông được chuyển về phục vụ tại Bộ Tổng tham mưu, sau khi bàn giao chức vụ Tư lệnh Sư đoàn 1 lại cho Trung tá Nguyễn Đức Thắng.
Trung tuần tháng 5 năm 1962, ông được bổ nhiệm chức vụ Chỉ huy trưởng Biệt động quân thay thế Đại tá Phan Đình Thứ (tự Lam Sơn). Đầu năm 1963, ông được chỉ định làm Tư lệnh phó Quân đoàn III, sau khi bàn giao Bộ chỉ huy Biệt động quân lại cho Trung tá Phan Xuân Nhuận (nguyên chỉ huy phó). Đầu tháng 11 cùng năm, sau cuộc đảo chính Tổng thống Ngô Đình Diệm, ông thuyên chuyển ra Vùng 2 chiến thuật giữ chức vụ Tư lệnh Sư đoàn 2 Bộ binh thay thế Đại tá Trương Văn Chương.
Đầu tháng 2 năm 1964, sau cuộc "Chỉnh lý nội bộ chính quyền" của Trung tướng Nguyễn Khánh, ông được thăng cấp Thiếu tướng tại nhiệm. Ngay sau đó nhận lệnh bàn giao Sư đoàn 2 lại cho Trung tá Ngô Du, để đi làm Tư lệnh Quân đoàn I và Vùng 1 chiến thuật thay thế Trung tướng Khánh trở thành Chủ tịch Hội đồng Quân nhân Cách mạng. Tháng 11 cùng năm, ông bàn giao chức vụ Tư lệnh Quân đoàn I lại cho Thiếu tướng Nguyễn Chánh Thi (nguyên Tư lệnh Sư đoàn 1 Bộ binh). Ngay sau đó ông được cử đi giữ chức vụ Chỉ huy trưởng trường Đại học Quân sự thay thế Trung tướng Lê Văn Nghiêm.
Cuối năm 1966, ông từ chối chức vụ Đại sứ do Hội đồng tướng lĩnh đề cử. Sang đầu năm 1967 ông xin giải ngũ vì lý do sức khoẻ.

## 1975 và qua đời
Những ngày cuối tháng 4, ông cùng gia đình di tản ra khỏi Việt Nam. Sau đó được đi định cư tại Montréal, Canada.
Ngày 29 tháng 1 năm 2018, ông từ trần tại nơi định cư. Hưởng thọ 95 tuổi.

## Huy chương
-Bảo quốc Huân chương đệ tam đẳng
-Được tặng thưởng một số huy chương quân sự và dân sự khác.

## Tác phẩm
-Binh thuyết (1968)
-Chiến lược
-Một sách lược chống Cộng

## Gia đình
- Thân phụ: Cụ Tôn Thất Hòa (họ gốc là Nguyễn Phúc)
- Thân mẫu: Cụ Lê Thị Tri
- Nhạc phụ: Cụ Nguyễn Cửu Hưng (thuộc dòng họ danh giá có nhiều đời làm quan từ thời chúa Nguyễn đến thời nhà Nguyễn).
- Nhạc mẫu: Cụ Tôn Nữ Thị Vân (thuộc dòng tôn thất nhà Nguyễn)
- Phu nhân: Bà Nguyễn Cửu Tâm Hảo

Ông bà có bảy người con gồm 4 trai, 3 gái.